# Siki
Siki is een bestuurslaag in het regentschap Trenggalek van de provincie Oost-Java, Indonesië. Siki telt 6825 inwoners (volkstelling 2010).